# 林太郎
林 太郎（はやし たろう、1904年〈明治37年〉11月3日 - 1985年〈昭和60年〉1月8日）は、日本の実業家。東都銀行（現・三井住友銀行）頭取、大正海上火災保険（現・三井住友海上火災保険）取締役会長を務めた。

## 略歴
長野県岡谷市出身。長野県立諏訪中学校（現・長野県諏訪清陵高等学校・附属中学校）を経て、慶應義塾大学経済学部卒業。帝国銀行（のちの三井銀行、第一銀行に分割）入行。三井銀行（現・三井住友銀行）勤務を経て、東都銀行（現・三井住友銀行）頭取を務め、三井銀行との合併に尽力した。1970年大正海上火災保険（現・三井住友海上火災保険）取締役会長。